# Desfile militar germano-soviético em Brest-Litovsk

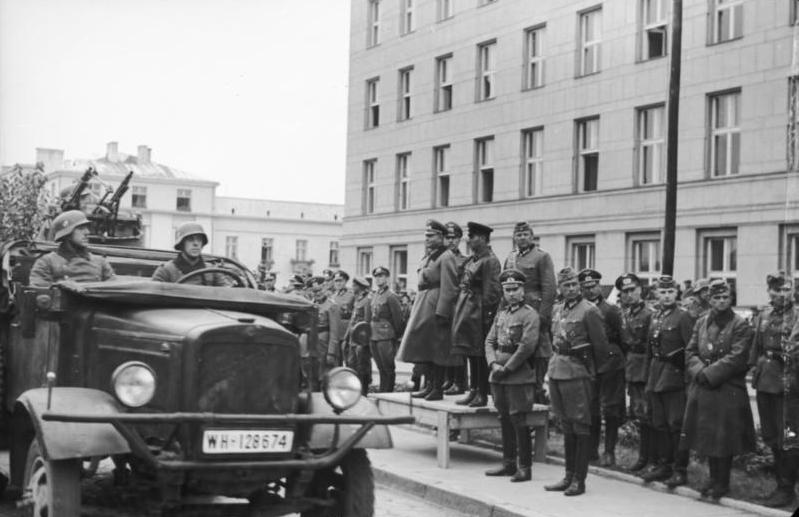
Tropas alemãs passando pela plataforma com os oficiais, em 22 de setembro de 1939.

O desfile militar germano-soviético em Brest-Litovsk (em alemão:  Deutsch-sowjetische Siegesparade in Brest-Litowsk, em russo:  Совместный парад вермахта и РККА в Бресте) foi uma cerimônia oficial realizada pelas tropas da União Soviética e da Alemanha Nazista em 22 de setembro de 1939, durante a invasão da Polônia na cidade de Brest-Litovsk (em polonês/polaco:  Brześć nad Bugiem ou Brześć Litewski, então na Segunda República da Polônia, agora Brest na Bielo-Rússia). Ele marcou a retirada das tropas alemãs para a linha de demarcação secretamente acordada no Pacto Molotov-Ribbentrop, e a transferência da cidade e sua fortaleza para o Exército Vermelho Soviético.

## Antecedentes

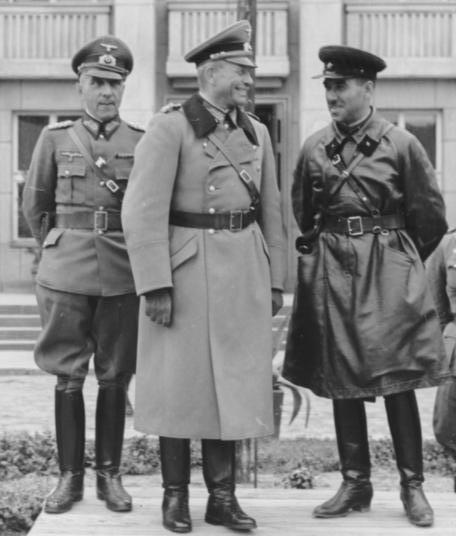
Oficiais alemães Generalleutnant Mauritz von Wiktorin (à esquerda), General der Panzertruppe Heinz Guderian (centro) e soviético Kombrig Semyon Krivoshein (à direita) em pé na plataforma.

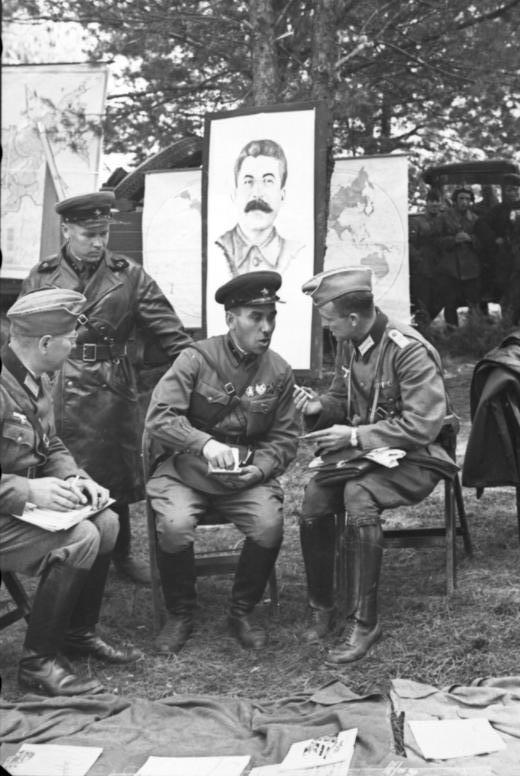
Militares alemães e soviéticos em meio a material de propaganda soviético.

O protocolo secreto do Pacto Molotov–Ribbentrop, assinado em 23 de agosto de 1939, definiu a fronteira entre as "esferas de influência" alemã e soviética. Os alemães não foram avisados sobre a data da invasão soviética e foram pegos desprevenidos. Algumas forças alemãs já haviam avançado além dos limites estabelecidos pelo pacto Molotov-Ribbentrop, especialmente o XIX Corpo de Exército do General Heinz Guderian, avançaram além desta linha em busca de seus objetivos táticos.
O XIX Corpo de Exército se aproximou de Brest em 13 de setembro de 1939 e derrotou a resistência polonesa na batalha que se seguiu em 17 de setembro, estabelecendo sua base de operações na cidade. Durante os dias seguintes, Guderian foi informado, para seu desgosto, que a linha de demarcação entre as regiões controladas pela Alemanha Nazista e pela União Soviética foi traçada ao longo do rio Bug e que suas forças deveriam se retirar para trás dessa linha em 22 de setembro.
Em 17 de setembro, depois que o 4º Exército de Vasily Chuikov recebeu a ordem de cruzar a fronteira polonesa, sua 29ª Brigada de Tanques, liderada pelo Kombrig Semyon Krivoshein, entrou na cidade de Baranowicze. Krivoshein era um dos comandantes de tanques mais experientes do Exército Vermelho, tendo comandado um batalhão de tanques soviético na defesa de Madri durante a Guerra Civil Espanhola. Depois de tomar a cidade e capturar alguns milhares de soldados poloneses, que estavam estacionados lá, suas unidades continuaram se movendo para o oeste e chegaram à vila de Prużany em 19 de setembro.
Em 20 de setembro, unidades avançadas da 29ª Brigada de Tanques encontraram as forças de Guderian na vila de Widomla, três dias após a invasão soviética da Polônia e vinte dias após a invasão alemã da Polônia. A Brigada Soviética tinha visto poucos combates, pois a maioria dos combates já havia acabado a esta altura.

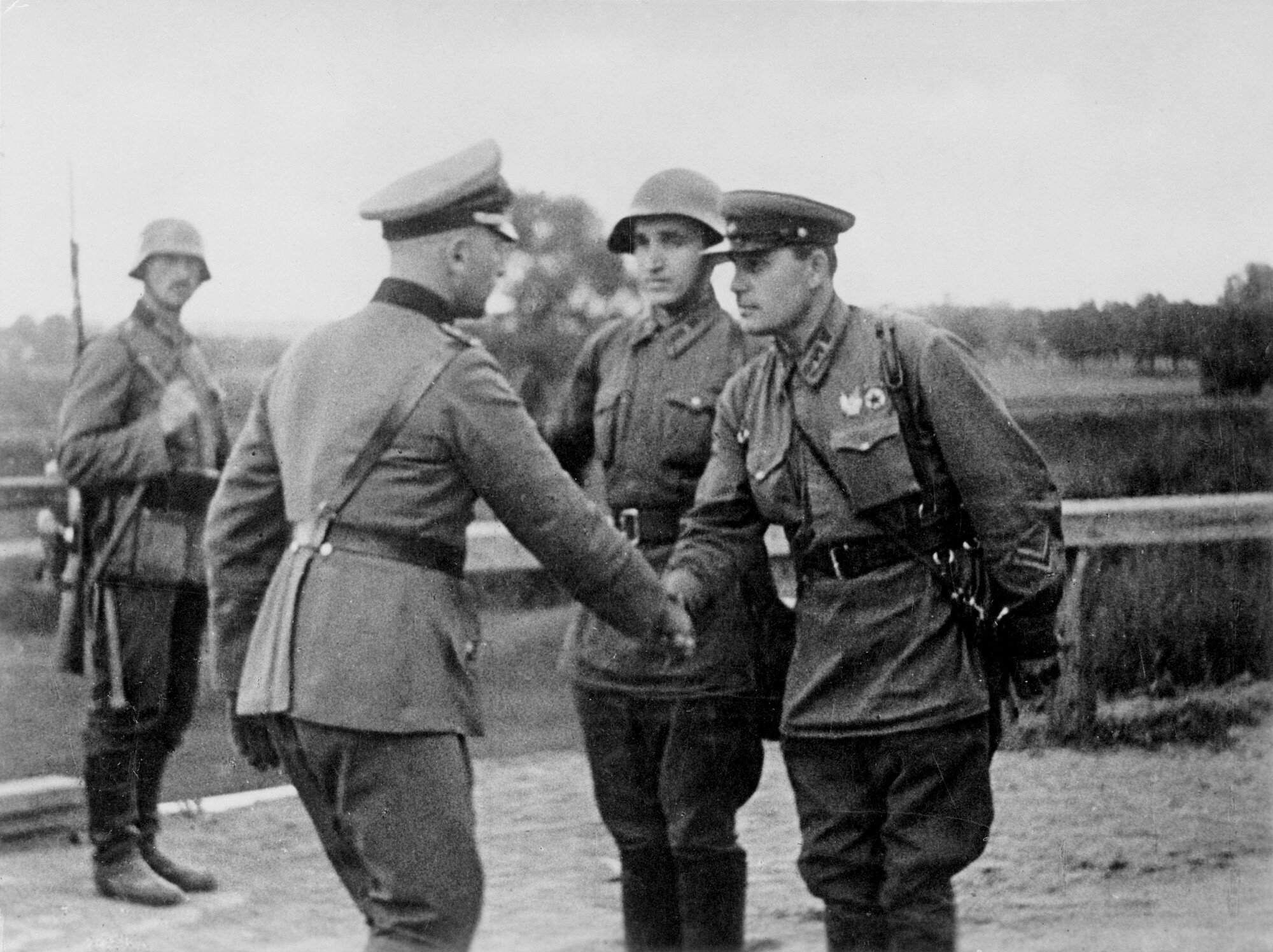
Um oficial alemão e um oficial soviético apertando as mãos.

De acordo com Krivoshein, uma unidade de reconhecimento voltou com um grupo de 12 oficiais alemães, que se identificaram como parte do XIX Corpo de Exército de Guderian e explicaram que também se moviam na direção de Brest. Eles foram convidados para a tenda de Krivoshein, que então propôs um brinde a ambos os comandantes e convidou os oficiais alemães presentes a Moscou depois que eles alcançassem uma rápida vitória sobre a "Inglaterra capitalista". Por meio deles, Krivoshein também enviou saudações calorosas ao general alemão e fez questão de abordar a cidade na direção oposta à tomada pela Wehrmacht.
Ao se aproximar da cidade na manhã de 22 de setembro, Krivoshein percebeu que Guderian já havia estabelecido seu quartel-general ali. Logo depois, os representantes de Guderian chegaram e saudaram o "glorioso Exército Vermelho" e seu general. Após uma breve troca de formalidades, Krivoshein ofereceu-se para visitar Guderian e prestar-lhe homenagem pessoalmente. A oferta foi aceita e Krivoshein foi levado ao quartel-general alemão para tomar o café da manhã com o general alemão.
Durante a reunião, Guderian propôs um desfile conjunto das tropas soviéticas e alemãs pela cidade, incluindo uma fila de soldados de ambos os exércitos na praça central. Como as tropas soviéticas estavam cansadas após uma longa marcha, Krivoshein recusou, mas prometeu fornecer uma banda militar e alguns batalhões e concordou com o pedido de Guderian para que ambos subissem no palanque e passassem em revista ao desfile juntos.

## Desfile

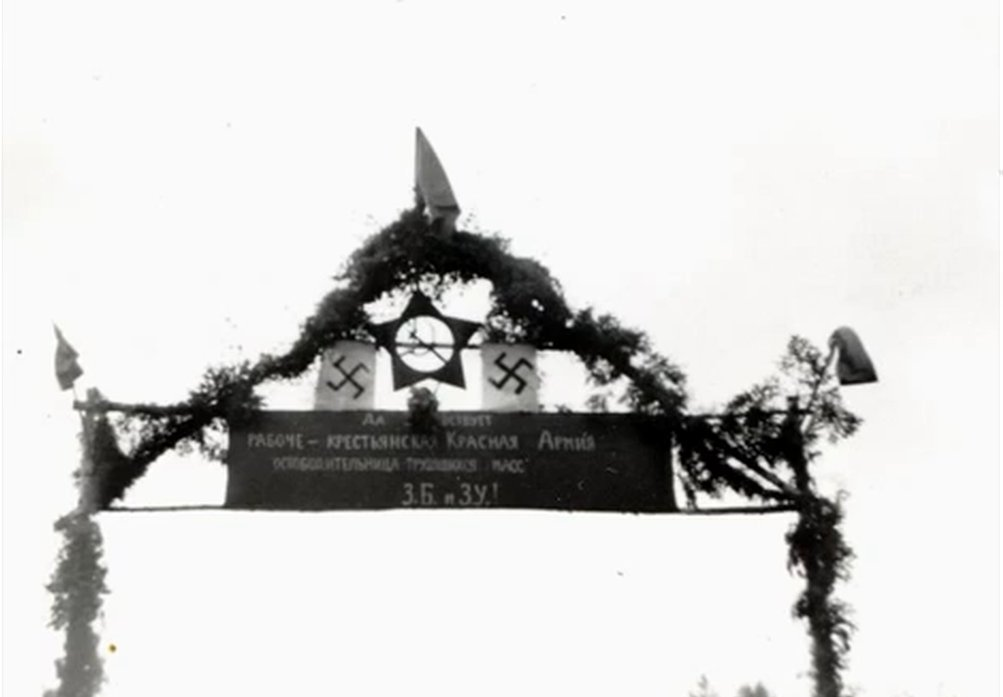
"Arcos da Vitória" com suásticas e estrelas vermelhas.

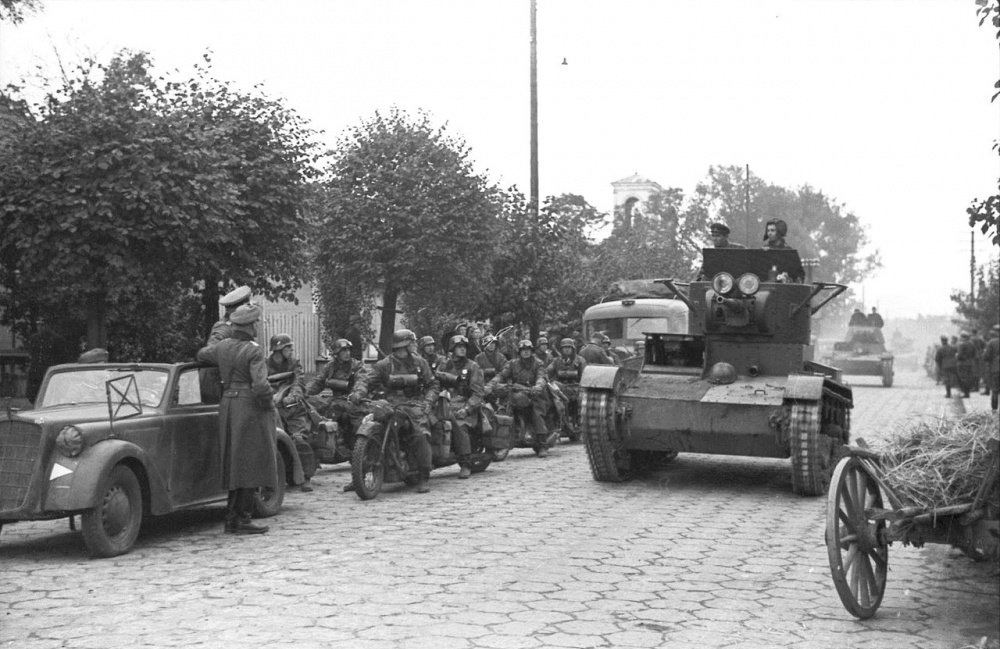
Motociclistas alemães abrindo caminho para tanques soviéticos.

De acordo com o acordo inicial, o procedimento incluía tropas alemãs e soviéticas marchando diante de seus oficiais comandantes, seguidas de troca de bandeiras, acompanhadas de hinos nacionais da Alemanha e da União Soviética. No entanto, o oficial comandante soviético, Semyon Krivoshein, escreveu em suas memórias que não permitiu que as tropas soviéticas passassem ao lado das forças alemãs porque temia que as tropas soviéticas, cansadas após uma longa marcha para Brest, parecessem inferiores em comparação com os alemães, que já estavam na cidade há vários dias. Em vez disso, ele sugeriu que as colunas soviéticas entrariam na cidade separadamente e saudariam a saída dos alemães sempre que se encontrassem.
O desfile começou às 16h00, e os "Arcos da Vitória" foram erguidos, os quais as tropas soviéticas decoraram com suásticas e estrelas vermelhas e através dos quais as tropas alemãs marcharam. Os soviéticos colocaram em campo o 4º Batalhão da 29ª Brigada de Tanques Leves, que foi a primeira unidade do Exército Vermelho a entrar na cidade. Os generais soviéticos e alemães prestaram homenagem aos exércitos uns dos outros e suas respectivas vitórias sobre as forças polonesas.

## Consequências
Após o desfile, que Niall Ferguson descreveu como amigável, os alemães retiraram-se para a margem ocidental do rio Bug e os soviéticos assumiram o controle da cidade, bem como do resto da Polônia Oriental (Bielo-Rússia Ocidental e Ucrânia Ocidental).

## Desfiles germano-soviéticos em outras cidades polonesas

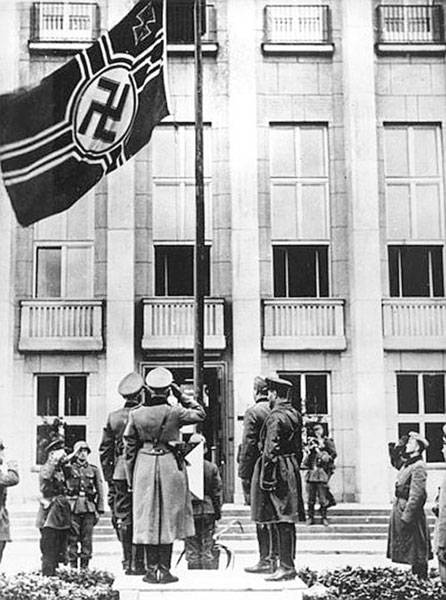
Oficiais alemães e soviéticos saúdam a bandeira de guerra nazista (Reichskriegsflagge).

Vários trabalhos históricos publicados nas décadas de 1980 e 1990 discutem os desfiles militares conjuntos do Exército Vermelho e da Wehrmacht alemã em outras cidades da Polônia ocupada, como Białystok, Grodno, Lwow e outras.
Por exemplo, o historiador russo Mikhail Semiryaga escreve em seu trabalho de 1992, Segredos da diplomacia de Stalin, sem citar nenhuma fonte: "Desfiles conjuntos com militares de ambos os países como participantes ocorreram em Grodno, Brest, Pinsk e várias outras cidades (os alemães os chamavam de "desfiles da vitória"). O desfile em Grodno foi supervisionado por Vasily Chuikov". Outro autor, Alexander Nekrich, fez uma afirmação semelhante, tirando algumas "fotos" como evidência: "A conclusão das operações militares contra a Polônia foi marcada por desfiles conjuntos de militares alemães e soviéticos em Brest e Lwow nos primeiros dias de outubro [de 1939]".
Em trabalhos posteriores, historiadores russos como Mikhail Meltyukhov e Oleg Vishlyov descartam os desfiles em outras cidades como "um mito", apontando para o fato de que praticamente nenhuma evidência foi encontrada para confirmar que esses desfiles realmente aconteceram. Em Lwow, afirma Vishlyov, era impossível organizar um desfile conjunto, pois as tropas soviéticas foram ordenadas a se deslocar para uma distância de 20 km dos alemães após uma troca acidental de tiros entre os dois lados, e nenhuma unidade alemã estava presente lá no momento em que a cidade capitulou aos soviéticos. Vishlyov também contesta que os eventos em Brest tenham sido um desfile militar e escreve que o que muitas vezes é erroneamente considerado um desfile foi na verdade uma "partida cerimonial das forças alemãs sob a supervisão de representantes soviéticos". Ou seja, antes de deixar a cidade e entregá-la à União Soviética, os alemães marcharam pelas ruas saudados por seu comando e supervisionados por um representante militar soviético, cuja função era assinar um acordo com o comando alemão e acompanhar a implementação daquele acordo.